# Роджер Мадд
Роджер Мадд (англ. Roger Mudd; нар. 9 лютого 1928 — пом. 9 березня 2021) — американський тележурналіст, колишній ведучий програм новин CBS і NBC. За свою роботу Мадд був удостоєний Премії Пібоді і п'яти премій «Еммі».

## Ранні роки
Роджер Мадд народився 19 лютого 1928 року в Вашингтоні, округ Колумбія. Його батько, Джон Костка Домінік Мадд, був сином фермера, що вирощував тютюн, і працював картографом в Геологічній службі США. Мати, Ірма Айріс Гаррісон, також була дочкою фермера і служила в званні лейтенанта в Корпусі медсестер Армії США, згодом перейшовши на цивільну роботу медсестрою в Госпіталь Волтера Ріда, де і зустріла Джона Мадда.
Мадд отримав ступінь бакалавра мистецтв в Університеті Вашингтона і Лі в 1950 році. Разом з ним вчився Том Вулф. У 1953 Мадд отримав ступінь магістра мистецтв в Університеті Північної Кароліни в Чапел-Гілл. Мадд перебуває у міжнародному студентському братстві Delta Tau Delta.

## Кар'єра
Журналістська кар'єра Роджера Мадда почалася в Річмонді, штат Вірджинія, де він працював репортером газети The Richmond News Leader і радіостанції WRNL. Перша публікація з згадкою імені Мадда була надрукована 19 червня 1953 року. На WRNL Мадд читав полуденні новини. Пізніше він отримав власну щоденну передачу, Virginia Headlines. Восени 1954 року Мадд вступив в юридичну школу Річмондського університету, але кинув навчання після першого семестру.

### WTOP News
В кінці 1950-х років Мадд переїхав у Вашингтон, щоб працювати новинним репортером на радіостанції WTOP, що належила Post-Newsweek. Незважаючи на місцевий характер радіостанції, в її ефірі багато часу приділялося загальнонаціональним новинам. Мадд читав новини в ранковому випуску в 6:00 і вів блок місцевих новин у телепрограмі Potomac Panorama.
Протягом осені 1956 року Мадд вперше вів вечірні новини WTOP, для яких сам готував, а також коментував минулі події у підсумковому щотижневому випуску. Влітку 1957 року Мадд підготував до ефіру півгодинний документальний фільм, в якому доводив необхідність будівництва третього аеропорту в зоні Вашингтон — Балтімор. У вересні того ж року Мадд вперше взяв інтерв'ю в прямому телевізійному ефірі. Його гостею була Дороті Каунтс, темношкіра дівчинка, що зазнавала утисків на расовому ґрунті в своїй школі в місті Шарлотт, штат Північна Кароліна, всі інші учні якої були білими. У березні 1959 року Роджер Мадд змінив Дона Річардса в якості ведучого вечірніх 11-годинних новин.

### CBS News
У тому ж будинку, де розташовувалася радіостанція WTOP, перебувала новинна служба CBS. Роджер Мадд швидко привернув увагу національної компанії і незабаром переїхав на нове місце роботи, 31 березня 1961 року отримавши місце в штаті вашингтонського бюро CBS News. Більшу частину кар'єри в CBS Мадд працював парламентським кореспондентом. Також він вів суботній випуск CBS Evening News, а також часто підміняв у вихідні Волтера Кронкайта у нічних випусках. Під час розвитку руху за цивільні права чорношкірих у США Мадд вів репортаж про Марш на Вашингтон.
Мадд також висвітлював безліч політичних кампаній, у тому числі президентську кампанію 1968 року сенатора Роберта Кеннеді і перебував у готелі «Амбассадор» в Лос-Анджелесі 5 червня 1968 року, коли на Кеннеді було скоєно замах.
У 1971 році Мадд виступив в якості ведучого в напівдокументальному фільмі The Selling of the Pentagon. Його розглядали як кандидата на місце Волтера Кронкайта в якості ведучого CBS Evening News, однак, незважаючи на підтримку безпосереднього керівництва, топ-менеджмент телекомпанії віддав посаду Дену Разеру, після того як журналіст, який тривалий час працював репортером у Білому домі і програмі 60 хвилин пригрозив звільнитися і перейти на роботу в ABC News.

### Інтерв'ю Теда Кеннеді
Роджера Мадда часто згадують у зв'язку з інтерв'ю, яке він взяв у сенатора Теда Кеннеді 4 листопада 1979 року, за три дні до оголошення їм про участь в президентській гонці. Інтерв'ю вийшло на CBS-TV у вигляді спеціального випуску, названого Teddy. На додаток до питань про дорожню пригоду за участю сенатора, у якому загинула пасажирка його автомобіля, Мадд запитав: «Сенатор, чому ви хочете бути президентом?». Заїкувату відповідь Кеннеді описують і як «непослідовну і повторювану», і як «розпливчасту і непідготовлену», що викликало серйозні претензії до мотивації майбутнього кандидата в президенти. З цього моменту почалося різке падіння найвищого рейтингу Кеннеді, в результаті в праймеріз Демократичної партії з перевагою 50 % проти 38 % переміг Джиммі Картер. Клан Кеннеді відмовив у подальшому давати інтерв'ю Роджеру Мадду, проте його репутація як провідного політичного журналіста зросла.
Деякі видання та журналісти використовують термін «Roger Mudd moment», щоб описати зустріч кандидата в президенти з пресою, в результаті якої вони через власний промах втрачають політичний капітал.

### NBC News
Після призначення в 1980 році Дена Разера ведучим CBS Evening News, Мадд, якого пророкували на цю посаду, покинув компанію CBS і перейшов на роботу в NBC News. Він обіймав посаду співведучою NBC Nightly News з квітня 1982 по вересень 1983 року, після чого єдиним ведучим програми залишився Том Брокау.
З 1984 по 1985 роки Мадд разом з Марвіном Калбом вів передачу Meet the Press, а потім разом Конні Чанг представляв два тележурнали, American Almanac і 1986.

### PBS і The History Channel
З 1987 по 1992 рік Мадд працював в якості есеїста і політичного кореспондента в передачі MacNeil-Lehrer Newshour на PBS. З 1992 по 1996 він обіймав посаду позаштатного професора в Прінстонському університеті та Університеті Вашингтона і Лі. Також протягом 10 років він був основним ведучим History Channel. У 2004 році Мадд пішов з постійної роботи ведучого, але продовжує брати участь у роботах над документальними фільмами для History Channel.

## Мемуари
24 березня 2008 року Роджер Мадд опублікував мемуари — The Place to Be: Washington, CBS, and the Glory Days of Television News.

## Особисте життя
Мадд був одружений з І. Дж. Спірс з Річмонда, штат Віргінія, яка померла в 2011 році. У шлюбі народилося три сини: Деніел Мадд, голова Fortress Investment Group і колишній глава Fannie Mae; Джонатан Мадд, співак і композитор; Метью Мадд — і дочка Марія Мадд (у шлюбі Рут), письменниця.